# Évêché titulaire d'Anémour
Anémour est un siège titulaire de l'Église catholique qui a existé de 1726 à 1966. 
Il remonte à un ancien évêché de l'ancienne ville d'Anemurion (de) dans le sud de la Turquie actuelle.

## Titulaires
| Évêques titulaires d'Anemurium |                                 |                                                                    |                  |                   |
| Numéro                         | Nom                             | Bureau du gouvernement                                             | de               | à                 |
| 1                              | Christoph Ignaz von Gudenus     | Évêque auxiliaire du diocèse de Mayence (Allemagne)                | 20 mars 1726     | 11 décembre 1747  |
| 2                              | Nicolaus Givovich               | Évêque coadjuteur du diocèse de Syrmie (Royaume de Slavonie)       | 5 mai 1749       | 13 novembre 1752  |
| 3                              | Ludwig Hatteisen OSB            | Évêque auxiliaire du diocèse de Hildesheim (Allemagne)             | 2 octobre 1758   | 3 avril 1771      |
| 4                              | Carlo Santacolomba              | Prélat de Santa Lucia del Mela (Italien)                           | 19 décembre 1785 | 13 juillet 1801   |
| 5                              | Antonio Da Arrabida OFM         |                                                                    | 9 avril 1827     | 11 avril 1850     |
| 6                              | Henri Joseph Faraud OMI         | Vicaire apostolique de l'archidiocèse de Grouard-McLennan (Canada) | 18 mai 1862      | 26 septembre 1890 |
| 7                              | Ricardo Isaza y Goyechea (de)   | Évêque auxiliaire de l'archidiocèse de Montevideo (Uruguay)        | 15 février 1891  | 23 juillet 1918   |
| 8                              | Sofronio Hacbang y Gaborni      | Évêque auxiliaire du diocèse de Calbayog (es) (Philippines)        | 8 novembre 1918  | 22 février 1923   |
| 9                              | Luis María Martínez y Rodríguez | Évêque coadjuteur de l'archidiocèse de Morelia (Mexique)           | 8 juin 1923      | 20 février 1937   |
| 10                             | Otto Raible (de) SAC            | Vicaire apostolique du diocèse de Kimberly (Australie)             | 18 juin 1935     | 18 juin 1966      |